# ماري بيل (طيارة)
ماري بيل (بالإنجليزية: Mary Bell)‏ هي طيارة أسترالية، ولدت في 3 ديسمبر 1903 في لاونسستون في أستراليا، وتوفيت في 6 فبراير 1979 في Ulverstone, Tasmania ‏ في أستراليا.